# میکی وارد
میکی وارد (انگلیسی: Micky Ward؛ زادهٔ ۴ اکتبر ۱۹۶۵) بوکسور اهل ایالات متحده آمریکا است.